# Angry Birds Epic
Angry Birds Epic là trò chơi phiêu lưu miễn phí thứ chín của hãng sản xuất Rovio Entertainment, phân phối bởi Chimera Entertainment. Trò chơi được ấn hành ngày 12 tháng 3 năm 2014 và tính năng kiểu lượt chơi và hệ thống luyện sức mạnh. Trò chơi được chính thức ra mắt vào ngày 17 tháng 3 năm 2014 tại Úc, New Zealand và Canada bên Apple Store và lên toàn thế giới vào 17 tháng 6 năm 2014. Tuy nhiên nó đã bị xóa khỏi 2 cửa hàng ứng dụng là App Store và Google Play vào năm 2019. Theo Rovio, việc xóa ứng dụng này nhằm mục đích thử nghiệm, nhưng theo thông tin chính thức trên trang hỗ trợ của Rovio, hãng này xóa Angry Birds Epic và một số ứng dụng khác (trong đó có Angry Birds Classic) là do họ muốn ngừng sản xuất những trò chơi ra mắt trước Angry Birds Transformers (trừ Bad Piggies) nhằm tập trung vào những tựa game mới hơn.

## Cốt truyện
Dòng cốt truyện bắt đầu bằng người chơi, vai Red, tìm đủ mọi cách để lấy lại toàn bộ trứng chim bị trộm cắp từ lũ lợn xấu tính. Trong trạng thái người chơi, chim mới từ Angry Birds được thêm danh sách thành viên, gồm có Chuck, Matilda, Bomb và the Blues (gồm Jay, Jim, Jake)  Các người chơi đều bị giới hạn chỉ được chọn ba chú chim thi đấu - và đôi lúc cũng ít hơn - trong các cuộc chiến đấu đánh lại lũ lợn.
Angry Birds Epic được đặt tại Piggy Island (đảo lợn), với nhân vật được đi lại dễ dàng và có các xu hướng chơi khác thiết kế và ý tưởng từ các nhà hợp tác. Lợn và chim đều đảm nhận toàn vai trò khác nhau trong các giai đoạn cắt cảnh của trò chơi.

## Chế độ
Khi người chơi chọn màn chơi, họ chọn 3 chú chim, đánh trong màn chơi. Sau khi chọn nhân vật và nhấn nút chơi, heo xấu tính xuất hiện đối diện chú chim của người chơi và chim sẽ buộc đánh trước. Cuộc chiến có thể bình thương, bao gồm nhiều lượt kẻ thù, hoặc đánh trùm. Để đánh, người chơi chỉ cần kéo chú chim đến chú heo. Để sử dụng các kỹ năng hỗ trợ đồng đội (tùy theo nón), người chơi hãy nhấn vào chú chim. Nếu người chơi kéo chú chim đến chim khác, kỹ năng hỗ trợ của chú chim sẽ hỗ trợ cho chim khác. Khi một nhân vật (chim hoặc lợn) bị tấn công, một thanh "Ớt Nộ Khí" (Rage Chili) sẽ tăng lên ở dưới màn hình. Khi đầy, người chơi chỉ cần kéo nó cho một chú chim để sử dụng khả năng kích nộ của chúng, hoặc một vài chú lợn có thể tấn công để kéo thanh nộ khí xuống một vài phần trăm. Sau khi người chơi hoàn thành trận đấu, người chơi có thể đạt số sao trong trận ứng với số phần thưởng nhận thêm và tiến hành quay số.
Xu vàng rất hiếm để dùng mua các loại nón kiểu độc và nhiều tính năng ưu việt hơn kiếm từ điểm danh. Dùng để thuê chim của Mighty Eagle để đánh hộ. Chúng còn kiếm từ heo vàng suốt các màn chơi khác nhau, lên cấp hay mua lại.

### Tiền tệ
- Xu vàng (Lucky Coins): Đây là loại xu quan trọng của game, được sử dụng để mua một số vật phẩm từ Piggy Mc'Cool, mua nón cao cấp.
- Xu bạc (Snoutlings): có giá trị thấp hơn xu vàng, dùng để mua vật phẩm, nâng cấp nón từ Mighty Eagle, mua công thức và vật liệu cần thiết.
- Đá quý tình bạn (Friendship essence): Loại đá quý này được dùng để quay lại vòng quay may mắn, hoặc để mua nước Stamina phục vụ cho các sự kiện lớn,... có thể quy đổi từ Lucky Coins. Gói cao nhất là gói 25, có giá 500 Lucky Coins

### Tính năng PvP
Từ phiên bản 1.2 cập nhật 19 tháng 12 năm 2014, Rovio đã chính thức mở khóa tính năng PvP (Player vs Player Battle). Bạn sẽ tham gia trận đấu với những chú chim khác và bạn chỉ có 3 lần thua.

## Các mảnh đất trong game
- Cinepig

Mảnh đất đưa bạn đến với trung tâm của kênh Truyền hình Toons.TV, với hơn 100 video chất lượng HD
- Chronicle Cave

Đây là hang động bí ẩn gồm 17 hang động và gần 170 levels, được mở khóa sau khi hoàn thành levels cuối cùng. Đây cũng là nơi để kiếm chìa khóa đỏ.